# غراويه (مهاباد)
قرية غراويه (بالكردية: گڕاوێ) هي إحدى القرى التابعة لـكاني بازار في ريف قسم خليفان من مقاطعة مهاباد، في محافظة أذربیجان الغربیة الإيرانية.

## السكان
حسب إحصاءات سنة 2006، بلغ إجمالي السكان في غراويه 48 نسمة وعدد المساكن 8 مسكن. لغة سكان غراويه هي اللغة الكردية و هم من أهل السنة والجماعة والمذهب الشافعي.